# خرم أباد (مازندران)
خرم أباد (بالفارسية: خرم‌آباد) هي منطقة سكنية تقع في إيران في Khorramabad District. يقدر عدد سكانها بـ 9,936 نسمة .